# Seznam pokerových výrazů
Seznam pokerových výrazů obsahuje výčet slangových slov, používaných v prostředí pokeru. Protože i v českém prostředí jsou na denním pořádku spíše původní anglické výrazy, české překlady jsou zde uvedeny pouze tehdy, když se reálně používají.

## A
all in
Situace, kdy hráč vsadí všechny své zbývající prostředky (peníze, žetony).
ante
Povinná sázka, kterou musí před začátkem kola umístit všichni hráči.

## B
bankroll
Celkové finanční prostředky hráče, které má vyhrazené ke své aktivitě (v tomto případě k hraní pokeru).
bet
První sázka v sázkovém kole (mimo vynucených sázek).
big blind
Větší ze dvou vynucených sázek, které jsou v některých variantách pokeru hráči nuceni položit před začátkem kola.
blind
Vynucená sázka, pokládaná na začátku každého kola; ve většině variant jsou dva typy (big blind, small blind).
bluff
Sázka učiněná přes malou matematickou pravděpodobnost výhry v důsledku lepších karet, učiněná jako psychologický pokus donucení soupeře složit karty.
board
Společné karty v community card pokerových variantách.
bounty
Odměna vypsaná na vyřazení hráče v některých pokerových turnajích.
bubble
Poslední neplacené umístění v turnaji; někdy se tak obecně označuje i situace, kdy k dosažení výplatní struktury zbývá vyřadit několik posledních hráčů.
button
Pozice dealera.
buy-in
Částka, která je nutná k účasti v turnaji.

## C
call
Dorovnání sázky.
cash game
Hra o reálné peníze (v reálné hře se hraje o žetony, které peníze představují a jsou za ně přímo směnitelné).
check
Situace, kdy hráč nemusí dorovnávat žádnou sázku, a rozhodne se ani sám zvýšení sázky neuskutečnit.
chip
Žeton, který ve hře představuje peníze (buď přímo odpovídající finanční částku v cash games, nebo prostředky hráče v turnaji).
coin flip
Situace, kdy mají hráči přibližně stejnou pravděpodobnost výhry v dané handě (doslova hod mincí)
community card
Společná karta, viz community card poker.
cutoff
Pozice napravo od dealera.

## D
dealer
1. Člověk, který rozdává karty.
2. Hráč, který je poslední na tahu (tedy ten, který by rozdával karty směrem hodinových ručiček od sebe, i když je ve skutečnosti může rozdávat jiná osoba).

drawing dead
Situace, kdy ještě nebyly vyloženy všechny karty, ale hráč již nemůže vyhrát (soupeřova kombinace ho porazí, ať už přijdou jakékoli karty).

## F
fifth street
Viz river.
final table
Finálový (poslední) stůl na turnaji.
flop
První tři vyložené karty v community card pokeru.
fold
Složení karet (nedorovnání sázky).
four of a kind
Čtveřice karet stejné hodnoty.
fourth street
Viz turn.
freeroll
Turnaj bez počátečního vkladu (zdarma).
freezeout
Typ turnaje, kdy hráč za počáteční vklad obdrží určitý počet žetonů, pokud o ně přijde, z turnaje vypadává.

## H
hand
Jedna pokerová hra od položení povinných sázek až po určení vítěze banku (doslova ruka).
heads up
Hra jednoho na jednoho (ať už cíleně, nebo při situaci posledních dvou hráčů v turnaji).
H.O.R.S.E.
Typ pokerové hry, viz H.O.R.S.E.

## K
kicker
Karta, která přímo netvoří pokerovou kombinaci, ale její hodnota může rozhodnout při porovnávání dvou jinak stejných kombinací.

## L
limit
Spodní, horní nebo přesně vymezená hranice sázek.
limp
Situace, kdy hráč vstoupí do hry pouhým dorovnáním sázky před flopem.

## N
no-limit
Hra, ve které není omezení výše sázek (hráč tedy může jít all in v jakékoli fázi hry).
nuts
Nejlepší možná karetní kombinace v daný okamžik.

## O
off-suit
Karty různé barvy.

## P
pot
Částka, o kterou se v aktuální hře hraje.
push
Situace, kdy jde hráč all in.

## R
raise
Navýšení sázky.
rake
Částka, kterou kasino vybírá za uskutečnění pokerové hry.
rebuy
Možnost některých turnajů si dokoupit dodatečné žetony po vyřazení ze hry.
river
Poslední, pátá karta rozdávaná v community card pokeru.

## S
satelit
Turnaj, ve kterém se hraje o volný vstup do jiného, většího turnaje.
sázka naslepo
Viz blind.
showdown
Situace, kdy po posledním kole sázek je ve hře dva a více hráčů; vyhrává pak hráč s nejsilnější kombinací.
sit and go
Turnaj, který nemá předem určený čas začátku, ale odehraje se při přihlášení předem určeného počtu lidí.
small blind
Menší ze dvou vynucených sázek, které jsou v některých variantách pokeru hráči nuceni položit před začátkem kola.
split
Situace, kdy dva nebo více hráčů mají při showdownu stejně hodnotnou kombinaci, a výhra se mezi ně rozdělí.
suited
Označení karet stejné barvy.

## T
turn
Čtvrtá karta rozdávaná v community card pokeru.

## U
under the gun
Pozice hráče, který je nalevo od dealera.